# Währung

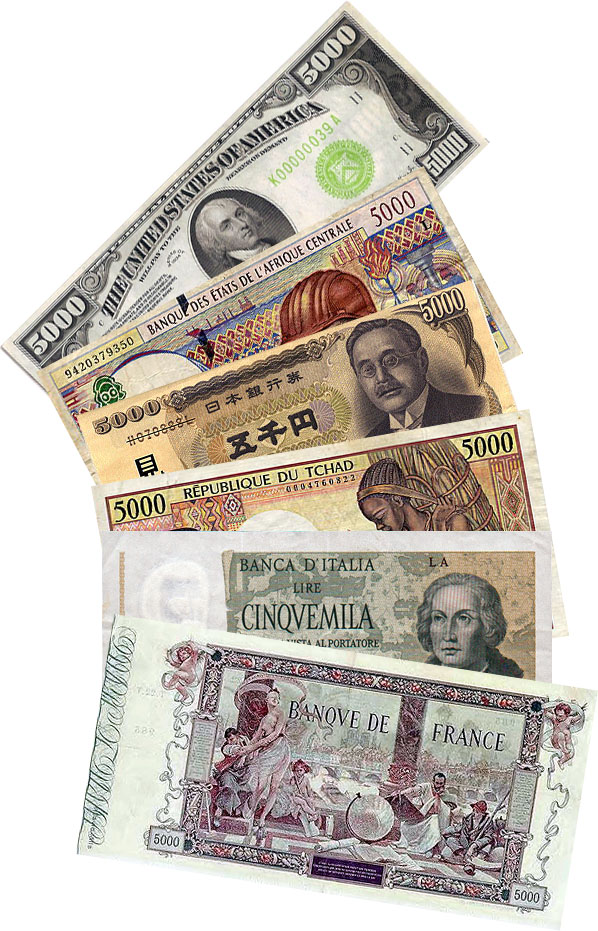
Banknoten aus verschiedenen Ländern

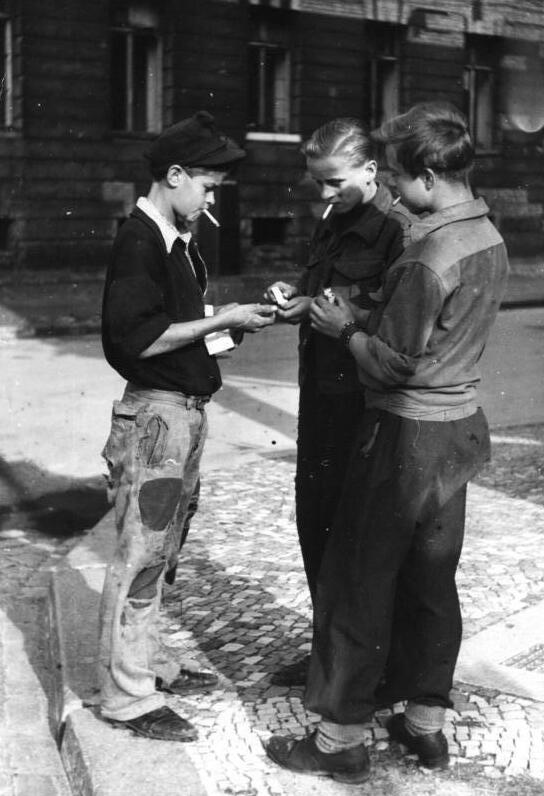
Jugendliche handeln mit Zigaretten auf dem Schwarzmarkt, Westdeutschland 1948

Eine Währung (von mittelhochdeutsch werunge „Gewährleistung“) ist im weiteren Sinne die Verfassung und Ordnung des gesamten Geldwesens eines Staates, die insbesondere die Festlegung des Münz- und Notensystems innerhalb des Währungsraums betrifft. Der Währungsraum ist dabei der Geltungsbereich einer Währung als Zahlungsmittel. Sie ermöglicht den Transfer von Waren und Dienstleistungen, ohne eine Gegenleistung in Form von anderen Waren und Dienstleistungen zu liefern.
Als Währung oder Währungseinheit wird auch die vom Staat anerkannte Geldart (das gesetzliche Zahlungsmittel eines Landes) bezeichnet. In diesem Fall ist Währung dann eine Unterform des Geldes. Die meisten Währungen werden an den internationalen Devisenmärkten gehandelt. Der sich dort ergebende Preis wird als Wechselkurs bezeichnet. Nahezu alle gängigen Währungen basieren inzwischen auf dem Dezimalsystem, das heißt, es gibt eine Haupteinheit und eine Untereinheit, wobei die Untereinheit ein dezimaler Bruchteil (meist ein Hundertstel) des Wertes der Haupteinheit verkörpert (Dezimalwährung). In Fachkreisen wird die Untereinheit auch Unterwährung genannt.
In den jeweiligen Staaten üben der Finanzminister oder die staatliche Zentralbank Kontrolle über die Währung beziehungsweise die Währungspolitik aus. Die Zentralbanken besitzen in nahezu allen westlichen Staaten ein großes Maß an Autonomie, das heißt die Regierung kann gar nicht oder nur in sehr geringem Maße beziehungsweise indirekt auf die Zentralbank einwirken.
Ist eine Währung weltweit handel- und umtauschbar, so wird von ihrer Konvertibilität gesprochen. Wird eine Währung durch Gold und/oder Silber hinterlegt und ist der Umtausch von Banknoten in das jeweilige Metall jederzeit möglich, so ist auch in diesem Zusammenhang Konvertibilität gegeben.
Derzeit gibt es weltweit über 160 offizielle Währungen, aber nur der US-Dollar und in zunehmendem Maße auch der Euro gelten als internationale Leitwährungen. Daneben gibt es noch Komplementärwährungen, die nur regional neben dem offiziellen Geld als Tauschmittel akzeptiert werden.
Hat eine Währung innerhalb der Bevölkerung stark an Vertrauen verloren, so bilden sich oft Ersatzwährungen wie Zigaretten (z. B. Zigarettenwährung in Deutschland nach dem Zweiten Weltkrieg), die dann als Zahlungs- und Tauschmittel dienen. Auch sogenanntes Notgeld dient in Krisenzeiten als Ersatz für die offizielle Währung. Oftmals werden auch Währungen anderer Staaten zur Ersatzwährung. Ein bekanntes Beispiel ist der Gebrauch der „Westmark“ in der DDR neben der DDR-Mark. Insbesondere die sogenannten „blauen Fliesen“ (100-DM-Scheine) waren ein beliebtes Tauschmittel auf dem Schwarzmarkt.

## Überblick
Der Begriff Währung bezeichnet in einem weiten Sinne die Währungsverfassung, also die gesetzliche Ordnung des Geldwesens eines Staates. Häufiger bezeichnet Währung jedoch das gesetzliche Zahlungsmittel eines Staates. Die meisten Länder haben eine eigene nationale Währung. Eine Ausnahme bildet der Euroraum mit dem Euro als gemeinsamer Währung für 19 Länder (Währungsunion).

### Zahlungsmittel
Währungen werden von einem Emittenten herausgegeben, heutzutage i. d. R. durch die Zentralbank. Sie ist üblicherweise gesetzlich mit der Herstellung und der Emission der Währung beauftragt. Die als gesetzliches Zahlungsmittel konzipierte Währung ist innerhalb des Staates mit einem gesetzlichen Annahmezwang ausgestattet, das heißt, dass ein Gläubiger verpflichtet ist, die Tilgung einer Geldschuld mit dem gesetzlichen Zahlungsmittel zu akzeptieren, sofern nichts anderes wirksam vereinbart wurde. Dadurch wird ihr Wert als Zahlungsmittel gewährleistet. In Deutschland und den übrigen teilnehmenden Mitgliedsstaaten der Europäischen Wirtschafts- und Währungsunion ist seit dem 1. Januar 2002 das Euro-Bargeld gesetzliches Zahlungsmittel: gemäß § 14 Absatz 1 Satz 2 Bundesbankgesetz sind hierbei die von der EZB ausgegebenen Euro-Scheine das einzige unbegrenzte gesetzliche Zahlungsmittel.

### Währungszeichen und -abkürzungen
Für viele Währungen werden eigene Schriftzeichen (vorwiegend mit Doppelstrich) oder Abkürzungen, die Währungssymbole einer Währungseinheit verwendet, zum Beispiel:
- £ für die Währung Pfund
- $ für eine ganze Reihe von Währungen, unter anderem den US-Dollar
- ¥ für Yen
- 元/¥ für Renminbi/Yuan
- € für Euro
- ₦ für Naira
- ₹ für Indische Rupie
- für den Russischen Rubel

Üblicherweise gibt es zwei verschiedene Abkürzungen: Zum einen ein Zeichen oder ein Buchstabenkürzel ohne genormten Aufbau (z. B. „Fr.“, „SFr.“ oder „sfr“ für Schweizer Franken), das vorwiegend im Inland verwendet wird; zum anderen eine genormte, aus drei Buchstaben bestehende Abkürzung gemäß dem ISO-Standard 4217 (z. B. „CHF“), die vor allem im internationalen Währungshandel verwendet wird.

### Wechselkurs

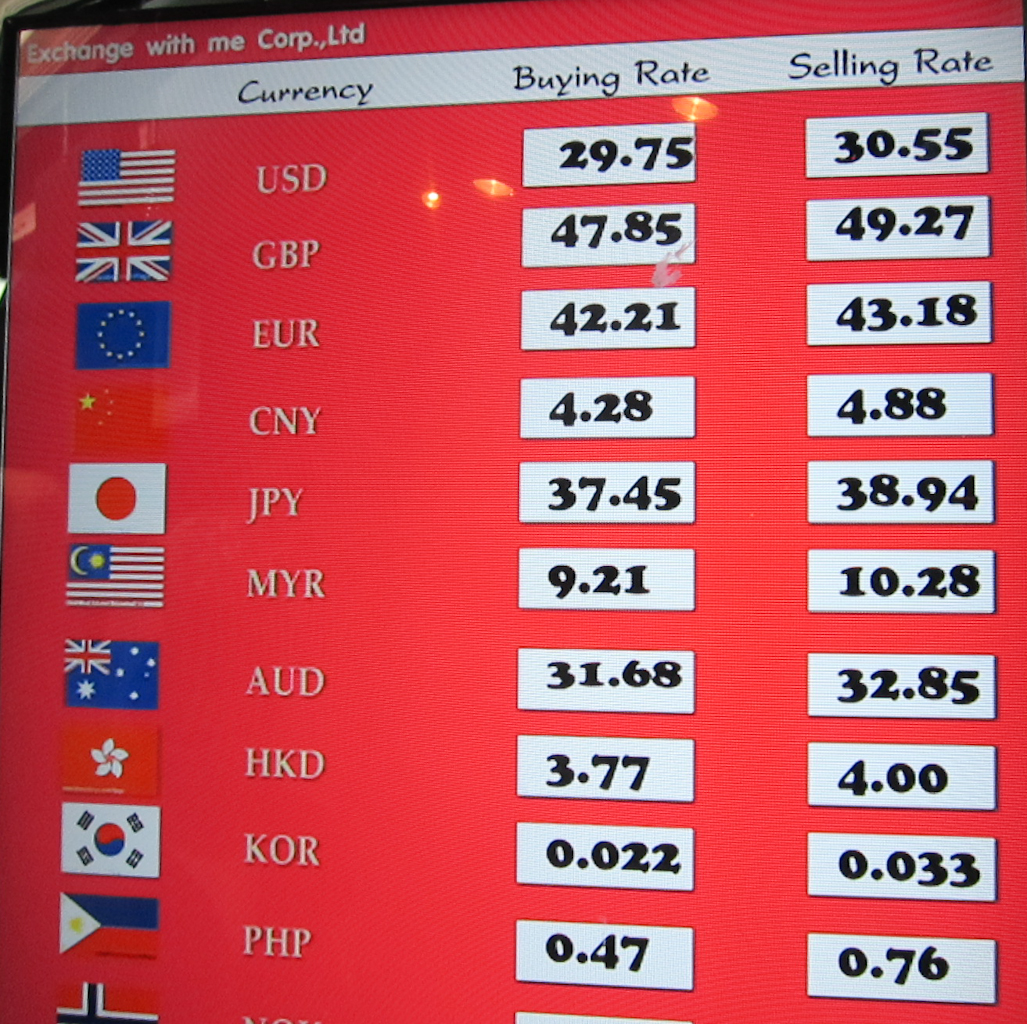
Wechselkurse einer asiatischen Wechselstube.

Um im Ausland einkaufen zu können, muss man i. d. R. das inländische Zahlungsmittel gegen das ausländische Zahlungsmittel tauschen. Auch wenn z. B. ein deutscher Exporteur Waren im Ausland verkauft hat und dafür Geld in ausländischer Währung erhielt, wird er es i. d. R. in inländische Währung umtauschen. Der Umtausch erfolgt zum jeweils gültigen Wechselkurs. Der Wechselkurs ist das Austauschverhältnis zweier Währungen.
Der An- und Verkauf von Währungen erfolgt am Devisenmarkt. Im Rahmen des Tauschs einer Währung in eine andere entstehen Transaktionskosten. Neben Kreditinstituten sind wesentliche Marktteilnehmer auf dem Devisenmarkt auch größere Industrieunternehmen, private Devisenhändler, Devisenmakler und Handelshäuser. Auch die Zentralbanken verschiedener Länder können durch Devisenmarktinterventionen aus wirtschaftspolitischen Gründen in den Devisenmarkt eingreifen. Aufgrund der zunehmenden internationalen Verflechtung hat der internationale Handel mit Währungen am Devisenmarkt in den letzten Jahrzehnten stark an Bedeutung gewonnen. Währungen werden sowohl zu spekulativen Zwecken als auch zu realwirtschaftlich begründeten Tauschzwecken gehandelt.
Seit 1999 ermittelt die Europäische Zentralbank Euro-Referenzkurse für ausgewählte Währungen. Daneben haben die deutschen Banken das Euro-Fixing eingeführt, d. h., es werden täglich Referenzkurse für acht wichtige Währungen (USD, JPY, GBP, CHF, CAD, SEK, NOK, DKK) festgestellt, die als Grundlage für die Währungsgeschäfte der am Euro-Fixing beteiligten Banken dienen.

### Währungspolitik

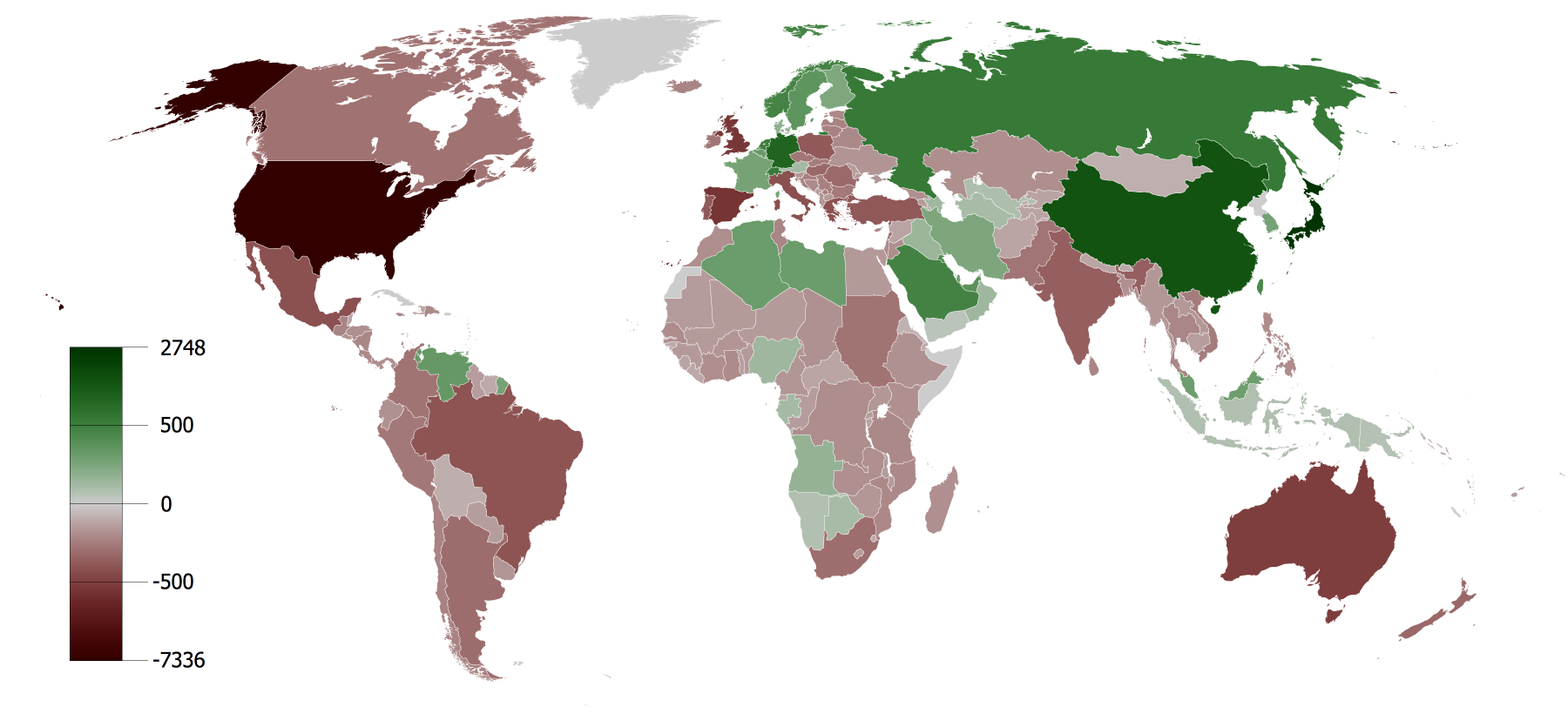
Kumulierte Leistungsbilanzsalden 1980 bis 2008: grün = positiv, rot = negativ, grau = keine Daten.

Staaten mit Währungen, die an den Euro oder den US-Dollar gebunden sind:
Vereinigte Staaten von Amerika
Andere Länder mit US-Dollar als gesetzlichem Zahlungsmittel
Währungen mit fester Wechselkursbindung zum US-Dollar
Währungen mit enger Wechselkursbandbreite zum US-Dollar
Mitglieder der Europäischen Währungsunion mit Euro
Andere Länder mit Euro als gesetzlichem Zahlungsmittel
Währungen mit fester Wechselkursbindung zum Euro
Währungen mit enger Wechselkursbandbreite zum Euro

Währungspolitik sind alle Maßnahmen zur Gestaltung des inneren und äußeren Geldwertes. Währungspolitik im engeren Sinne (= Gestaltung des äußeren Geldwertes) ist die Gestaltung der Währungsbeziehungen mit dem Ausland und die Sicherung des außenwirtschaftlichen Gleichgewichts. Die auf das Inland gerichteten währungspolitischen Maßnahmen werden auch als Geldpolitik bezeichnet. Die Währungspolitik im engeren Sinne kann verschiedene Ziele verfolgen:
- Preisniveaustabilität
- Senkung von Transaktionskosten
- Erreichen einer hohen internationalen Wettbewerbsfähigkeit
- Erreichen einer hohen inländischen Kaufkraft
- Außenwirtschaftliches Gleichgewicht

Welche dieser zum Teil gegenläufigen Ziele ein Land verfolgt, zeigt sich auch schon in der Wahl des Wechselkurssystems:
Bei einem festen Wechselkurs ist die Zentralbank verpflichtet, den Kurs der eigenen Währung am Devisenmarkt je nach Marktlage durch Käufe oder Verkäufe von Devisen (Devisenmarktinterventionen) stabil zu halten. Beispielsweise haben heutzutage einige Länder ihre nationale Währung an den Wert des Dollar oder des Euro gebunden. Der Vorteil eines festen Wechselkurses ist die Planungssicherheit für international operierende Unternehmen. Wechselkurse sind ein wichtiger Kalkulationsfaktor für den Handel und Kapitalverkehr mit dem Ausland. Wenn z. B. eine Rechnung auf eine Fremdwährung lautet und diese wertet bis zur Bezahlung aufgrund von Wechselkursschwankungen auf, dann wird die erworbene Ware real teurer als zunächst kalkuliert. Der Nachteil von festen Wechselkursen ist, dass es für eine Zentralbank schwer bis unmöglich wird eine eigenständige (nationale) Geldpolitik zu verfolgen.
Heutzutage haben die meisten Währungen flexible Wechselkurse. Der Wechselkurs bildet sich also am Devisenmarkt im Wechselspiel von Angebot und Nachfrage. Währungsschwankungen führen zu Unsicherheit und reduziert die Planungs- und Kalkulationssicherheit international operierender Unternehmen. Durch eine Aufwertung der heimischen Währung verlieren
inländische Unternehmen an Wettbewerbsfähigkeit weil ausländische Waren und Dienstleistungen relativ billiger werden, während gleichzeitig Exporte relativ teurer werden.

### Währungskrise
Als Währungskrise wird eine volkswirtschaftliche Krise in Form der schnellen und unerwarteten Währungsabwertung bezeichnet. Sie wird durch das ungewollte Aufgeben eines festen Wechselkurses zu einer oder mehreren anderen Währungen oder zum Gold ausgelöst. Ursache oder Folge von Währungskrisen können Finanz- und Wirtschaftskrisen sein.
Obwohl Währungskrisen immer verschieden geartet sind, lassen sich einige Frühindikatoren ausmachen, die sehr häufig auftreten. Hierunter fallen (anhaltende) Leistungsbilanzdefizite, starke Devisenzuflüsse in der Kapitalbilanz, ein Anwachsen der kurzfristigen Auslandsverbindlichkeiten, hohes Kreditwachstum sowie starke Preissteigerungen bei Vermögenswerten (insbesondere Immobilien und Aktien).
Nach Ausbruch einer Währungskrise lassen sich wiederum typische Krisensymptome feststellen. Dazu gehören zunehmend kürzere Fristen in der Auslandsverschuldung, verstärktes Begleichen von Auslandsverbindlichkeiten mit Fremdwährungen, höhere Zinssätze für Kreditnehmer im Schuldnerland, hohe Werteinbußen von Aktien und Immobilien, Umkehrung der Kapitalströme (Kapitalflucht) sowie starke Verluste an Währungsreserven.
Beispiele für Währungskrisen nach Ende des Bretton-Woods-Systems sind unter anderem die Dollarkrise 1971, die lateinamerikanische Schuldenkrise von 1982/83, die Mexikokrise von 1994/95 (Tequila-Krise), die südostasiatische Finanz- und Währungskrise 1997 (Asienkrise) sowie die Brasilienkrise 1999.

## Historische Entwicklung

### Frühere Währungsformen bis hin zum Münzzeitalter

#### Alter Orient, Ägypten und Afrika
Die klassischen Geldfunktionen (Tauschmedium, Zahlungsmittel, Wertmesser und Wertaufbewahrungsmittel/Wertspeicher) wurden bereits zu Beginn des 3. Jahrhunderts v. Chr. durch Metalle wie Kupfer, Silber, Zinn und Gold erfüllt. Daneben fungierte Getreide als Tauschmittel und Wertmesser. Jedoch war die Palastwirtschaft in Verbindung mit der Oikoswirtschaft sowie die mit ihnen verbundene Selbstversorgung hinderlich für die Entwicklung einer Geldwirtschaft, da nicht selbst produzierte Güter meist im Wege des Tausches oder der Dienstverpflichtung beschafft wurden. Münzgeld setzte sich daher erst später und zunächst nur in einigen Wirtschaftszweigen durch.
In Afrika existierten zu jener Zeit die verschiedensten Formen von Währungen. Allen gleich war ihre Funktion als Wertspeicher. So fungierten z. B. Perlen, Elfenbein, Vieh oder auch die Manilla-Währung als Zahlungsmittel. Im 15. Jahrhundert, mit Aufkommen des Sklavenhandels, waren insbesondere die Manille-Ringe, die als Bezahlung für Sklaven dienten, von Bedeutung.

#### Griechenland

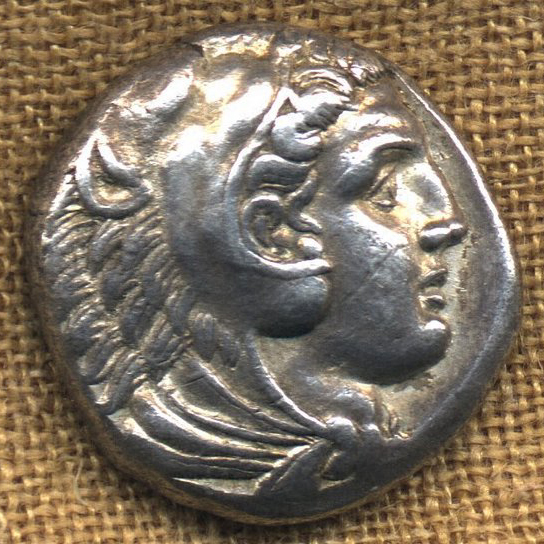
Tetradrachmon Makedonien, Alexander d. Gr. 336–325 v. Chr., zeigt Herakles mit dem Löwenfell

Im antiken Griechenland existierte zunächst eine ganze Klasse von Gütern, die jeweils einzelne Geldfunktionen verkörperten.
- Wertmesser: Vieh
- Wertspeicher: Juwelen
- Tauschmittel: Wein, Kupfer, Eisen und Sklaven
- Zahlungsmittel: Pfeilspitzen und Bratspieße

Im Laufe der Zeit setzte sich genau abgewogenes ungemünztes Edelmetall als Zahlungsmittel in den griechischen Poleis durch. Es ist davon auszugehen, dass Geld für die standardisierten öffentlichen Zahlungen in der Polis von entscheidender Bedeutung war. Die ersten richtigen Münzen datieren um ca. 600 v. Chr. und wurden in Westanatolien geprägt. Diese Münzen bestanden aus einer natürlich vorkommenden Silber-Gold-Legierung und wurden höchstwahrscheinlich nur lokal verwendet. Die Verwendung von Münzen setzte sich aber schnell in ganz Griechenland durch, wobei (bedingt durch bessere Gewinnungsmöglichkeiten in Bergwerken – im Gegensatz zur Goldwährung im Persischen Reich) in aller Regel Silber als Münzmetall verwendet wurde (im Ausnahmefall auch Gold und Bronze). Das zugesicherte Gewicht wurde hierbei durch Stempel der Polis garantiert. Wichtigste Währung war die Drachme, welche auch nochmals von 1831 bis 2001 als Währung Griechenlands eingesetzt wurde (Griechische Drachme).
Von einer Geldwirtschaft im eigentlichen Sinne kann jedoch erst Anfang des 5. Jahrhunderts v. Chr. gesprochen werden. Zentrum der antiken Monetarisierung war Athen, dessen Währung im gesamten Mittelmeerraum zirkulierte. Gründe hierfür liegen in der demokratischen Struktur sowie in der Handelsmacht Athens. Erst Alexander der Große führte eine neue bedeutende Währung ein, die Athens Vormachtstellung beendete.

#### Rom

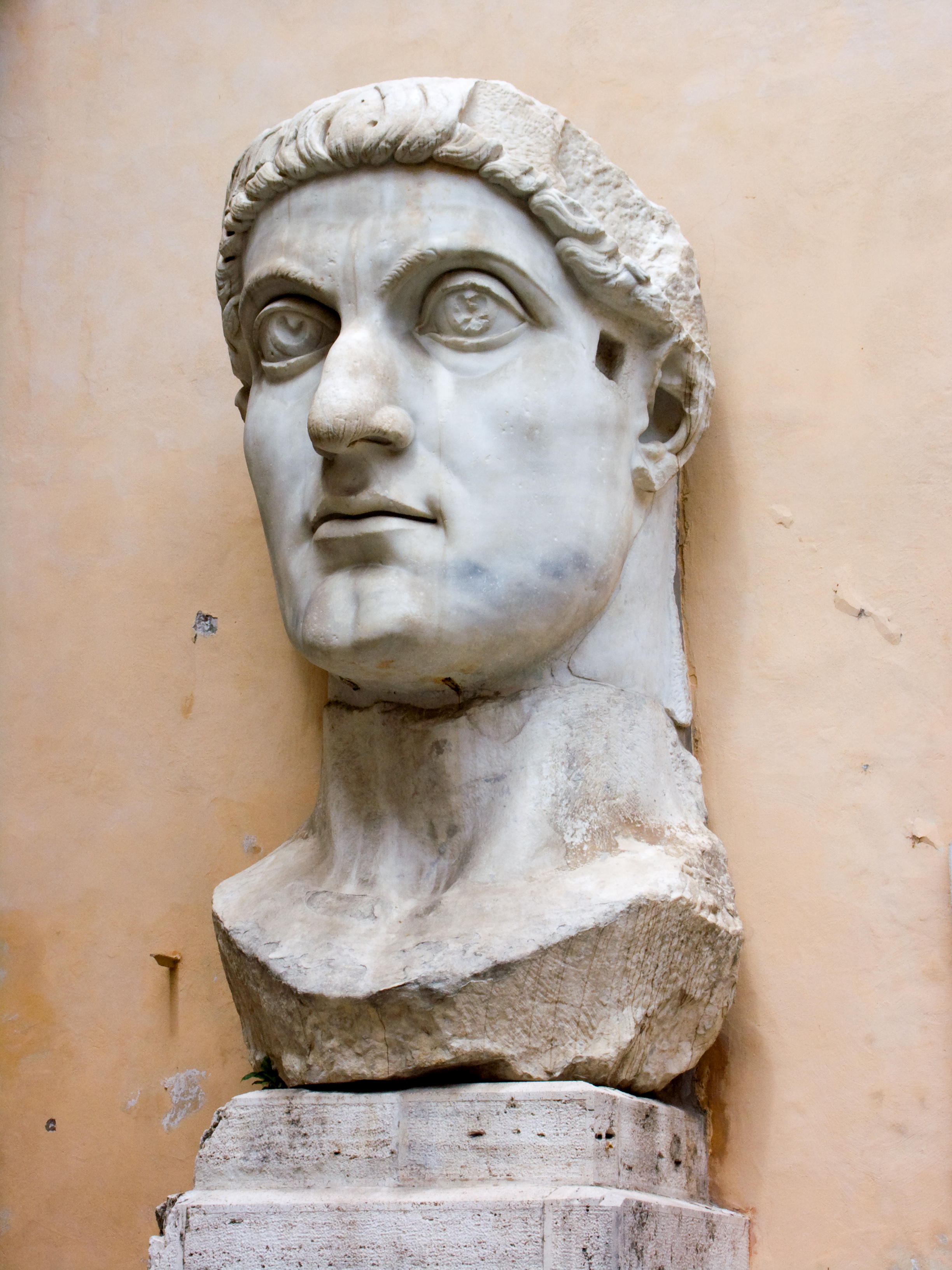
Marmorstatue Konstantin I. in den Musei Capitolini, Rom

Wie im antiken Griechenland gab es auch in Rom verschiedene Geldformen. Eine Vereinheitlichung hin zu einer allgemein gültigen Währung fand um 500 v. Chr. statt. Geld diente hier zunächst zur Festsetzung von Strafen. Im Zuge der Expansion des Römischen Reiches kamen immer größere Gold-, Silber- und Bronzevorkommen als Kriegsbeute nach Rom. Dies förderte die nun aufkommende großflächige Münzprägung. Zunächst wurden Bronze- und Silbermünzen hergestellt. Es dauerte jedoch relativ lange, bis die römische Münzprägung an den Umfang der griechischen anknüpfen konnte. Im Zuge der Punischen Kriege wurde der Metallgehalt der Münzen reduziert, da immer größere Geldmengen für die Finanzierung des Militärs nötig waren. Andererseits verbreitete sich die römische Währung auch immer mehr in ganz Italien, so dass alle anderen italienischen Städte ihre Münzprägung quasi einstellten. In den neu eroberten Gebieten außerhalb Italiens existierten unzählige verschiedene Währungen, die jedoch mit der römischen Hauptwährung konvertierbar waren.
Infolge weiterer Expansionen flossen immer größere Silbermengen nach Rom, sodass ein Großteil der staatlichen Ausgaben durch die Neuprägung von Silbermünzen finanziert wurde, was in den folgenden Jahrhunderten zunächst zur Geldentwertung und im 3. Jahrhundert n. Chr. zum völligen Zusammenbruch der römischen Silberwährung führte. So besaßen in zunehmendem Maße auch die römischen Bürger kein Vertrauen mehr in immer neue Münzformen, die einen tendenziell immer geringer werdenden Silberanteil besaßen. Die Folge war, dass insbesondere ältere Münzen gehortet beziehungsweise eingeschmolzen wurden. Das Geld verlor dadurch stark an Bedeutung, sodass zum Beispiel der Sold der römischen Soldaten direkt in Getreide ausgezahlt wurde. Als Reaktion ersetzte der Kaiser Konstantin der Große die Silberwährung durch eine stabile Goldwährung.
In der Spätantike kam es schließlich zu einer Neuordnung des Geldsystems, wobei wieder Silbermünzen – diesmal jedoch mit hohem Silbergehalt – sowie Bronzemünzen geprägt wurden. Goldmünzen bestanden aber weiterhin. Ungeachtet dessen verlor die Silbermünze dennoch weiter an Bedeutung, so dass das einst auf Silber- und Bronzemünzen basierende Geldsystem Roms durch ein System einer Gold- und Bronzewährung ersetzt wurde.

#### Byzanz

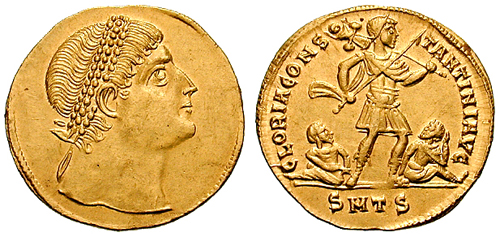
Solidus Konstantin I.

Als Basis für das byzantinische Währungssystem diente die unter Konstantin I. eingeführte Goldwährung, der sogenannte Solidus. Er wurde vom Kaiser Konstantin dem Großen im Jahr 309 an Stelle des Aureus als neue Nominale eingeführt und blieb, ab dem 10. Jahrhundert als Histamenon und ab dem 11. Jahrhundert als Hyperpyron, bis zur Eroberung von Konstantinopel (1453) länger als ein Jahrtausend im Umlauf. Diese Währung bestand über etwa 1000 Jahre. Gründe hierfür sind der hohe Goldgehalt und die daraus folgende Stabilität der Goldwährung. Silber verlor im Zuge dieser Entwicklung immer mehr an Bedeutung. Es bestand jedoch, wie auch Bronzegeld, neben der Goldwährung als Zahlungsmittel fort. Geld besaß in der byzantinischen Gesellschaft einen enorm hohen Stellenwert. Es diente in allen Bereichen der Wirtschaft sowie bei öffentlichen Ausgaben und ermöglichte den internationalen Handel. Dieser brach jedoch infolge wachsender Unsicherheiten (auch Piraterie auf den Handelswegen) fast im ganzen byzantinischen Gebiet zusammen.

#### Frühes Mittelalter

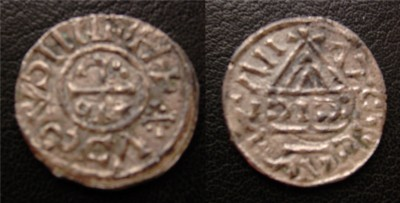
Regensburger Pfennig aus dem 10. Jh.

Anknüpfend an den bereits erwähnten Solidus entwickelte sich unter Karl dem Großen der schwere Silberdenar, der auch Pfennig genannt wurde. Die Goldzirkulation im Rahmen der staatlichen Institutionen an sich nahm jedoch ab. Andererseits entwickelte sich das Geld in zunehmendem Maße zu einem Tauschmittel, das dem Handels- und Marktgeschehen diente. Die ursprüngliche Goldwährung verlor als Zahlungsmittel an Bedeutung und wurde nur noch als eine Art Wertspeicher gehortet. Im 7. bis 8. Jahrhundert vollzog sich dann der Übergang zur reinen Silberwährung, die lediglich noch den reinen Rechenbezug zum Gold aufwies.

### Einführung des Papiergelds

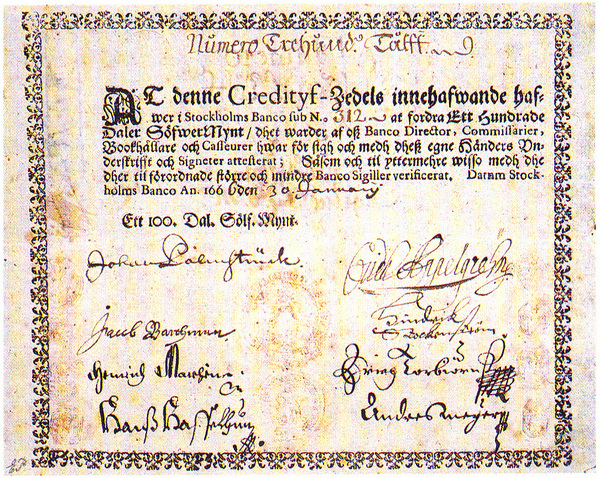
Schwedische Banknote, 1666

Erstmals verwendet wurde Papiergeld in Form von Banknoten in China. Die Einführung war ein langwieriger und stetiger Prozess, der sich ungefähr von 618 bis 1279 erstreckte. So diente Papiergeld im 10. Jahrhundert zunächst nur auf regional sehr beschränkter Ebene als Erleichterung für die Händler in der staatlichen Salzindustrie. Die Banknotenproduktion wurde in der Folge zwar verstaatlicht, jedoch gab es viele regional verschiedene Währungen. Die eigentliche massenweise Produktion von Banknoten wurde erst mit Erfindung des Drucks mit beweglichen Lettern im 11. Jahrhundert ermöglicht. Mitte des 13. Jahrhunderts wurden die vielen verschiedenen Währungen erstmals zu einer staatlichen Währung vereinheitlicht.
In der islamischen Welt entwickelte sich in der Zeit des 7. bis 12. Jahrhunderts eine starke Geldwirtschaft, die vom erhöhten Handelsumschlag und einer stabilen hochwertigen Währung (dem Dinar) profitierte. In jener Zeit wurden erstmals Kredite, Schecks, Schuldscheine und Sparkonten eingeführt. Auch die notwendigen Bankstrukturen entstanden mit dieser Entwicklung.
Im Jahr 1661 wurden in Schweden erstmals auf europäischer Ebene Banknoten offiziell eingeführt. Zwar besaß Schweden reiche Kupfervorkommen, jedoch besaßen Kupfermünzen einen geringen Zahlwert, so dass große und außerordentlich schwere Münzen geprägt werden mussten. Die Benutzung von Papiergeld stellte somit eine enorme Erleichterung dar.
Die Benutzung von Banknoten offenbarte natürlich viele Vorteile, so dass zum Beispiel die Kreditvergabe spürbar erleichtert wurde und auch der sehr riskante Transport von Gold und Silber entfiel. Weiterhin war es nun erstmals möglich Anteile an Unternehmen in Form von Papier auszugeben.
Auf der anderen Seite bestanden jedoch einige Nachteile, so z. B., dass die Regierungen jetzt in der Lage waren theoretisch unbegrenzt Geld nachzudrucken, um ihren Finanzierungsbedarf (vereinfachte Kriegsfinanzierung) zu decken, da, anders als bei Münzen mit genau definiertem Edelmetallgehalt, ein fest hinterlegter Wert der Banknoten nun nicht mehr bestand. Eine mögliche Folge dieser Entwicklung wäre das Einsetzen einer starken Inflation.
Endgültig durchgesetzt hatte sich die nicht an Edelmetall gebundene Papierwährung im 20. Jahrhundert – spätestens in der Weltwirtschaftskrise.

### Übergang zu nationalen Einheitswährungen
Im Hochmittelalter war das Münzprägerecht ein Privileg, das jeder Adlige anstrebte, denn das Münzregal war ein profitables Hoheitsrecht. Dies führte dazu, dass es viele nicht vergleichbare Währungen gab, bei denen der Edelmetallanteil bei einzelnen Münzarten stark schwanken konnte. Denn im Mittelalter waren Kurantmünzen üblich; der Kurswert fremder Münzen wurde anhand des Edelmetallgehaltes ermittelt. Dies wiederum behinderte den überregionalen Handel. Aus diesen zwei Gründen – Handelserleichterung und Machtkonzentration – verstärkte sich die Tendenz zu nationalen Einheitswährungen.
In der frühen Zeit des Kurantgeldes entsprach der Metallgehalt der Münzen ihrem Nominalwert. Da sich die Münzherren jedoch öfter zu Münzentwertungen verleiten ließen, um ihren Geldbedarf zu decken, kam es in der Frühen Neuzeit mehrfach zur Inflation. So beruhte beispielsweise die sogenannte Kipper- und Wipperzeit zu Beginn des Dreißigjährigen Krieges auf einer Münzverschlechterung.
Treibend in Europa war Frankreich, das mit seiner Zentralregierung die Münzrechte früh sammelte und dem König unterstellte. Die erste wichtige Währungsreform war die große Münzreform unter Ludwig XIII. 1640–1641, als der Louis d’or eingeführt wurde. Mit der Einführung des Französischen Franc 1795 wurde die erste Dezimalwährung etabliert. Durch Napoleons Feldzüge wurde diese Währung und vor allem deren dezimale Stückelung in Europa verbreitet. Dadurch entstanden in und um Frankreich einige Münzsysteme, die ähnlich aufgebaut waren und wegen der Kurantmünzen hohen Reinheitsgrades feste Wechselkurse bildeten. Dies führte dazu, dass am 23. Dezember 1865 die Lateinische Münzunion gegründet wurde; sie war eine Währungsunion, die aus Frankreich, Belgien, Italien, der Schweiz und Griechenland bestand und klare Vorgaben für die Münzenherstellung gab. Die Länder prägten zwar ihre eigenen Münzen, alle 100er Münzen (100 Franc, 100 Franken, 100 Lire, 100 Drachmen) bestanden aber aus 32,26 g Gold und hatten einen Durchmesser von 35 mm. Der Nachteil der Lateinischen Münzunion war der Bimetallismus, also der feste Umtauschsatz zwischen den Gold- und Silbermünzen (Der Ausdruck Hinkende Währung bezeichnete ein Währungssystem, bei dem zwei Metalle (meist Gold und Silber) gesetzliches Zahlungsmittel waren).

### Der Goldstandard
Neben dem starken Preisverfall für Silber gegen Ende des 19. Jahrhunderts brachten die bimetallischen Währungen weitere Probleme mit sich, so dass viele Staaten sich entschieden ihre Währung nur mit Gold zu hinterlegen. Mit der Hinterlegung von Währungen durch Gold sollten die Nachteile, welche die Einführung des Papiergeldes mit sich brachte (insbesondere in Bezug auf die erhöhten Inflationsrisiken), abgefedert werden. Großbritannien war für diese Entwicklung Vorreiter und führte bereits 1817 den Goldstandard ein. Deutschland (1871 im Zuge des Deutsch-Französischen Krieges) und die USA (1900) folgten. Jedoch kam es nicht zu einer generellen Angleichung, das heißt, es gab nach 1880 durchaus unterschiedliche Formen der Goldwährung.
| Währungsreserven in Form von | Überwiegend Goldmünzen                   | Gold, Silber, Scheidemünzen, Banknoten                                  |
| ---------------------------- | ---------------------------------------- | ----------------------------------------------------------------------- |
| Gold                         | England, Deutschland, Frankreich, USA    | Belgien, Schweiz                                                        |
| überwiegend Devisen          | Russland, Australien, Südafrika, Ägypten | Österreich-Ungarn, Japan, Holland, Skandinavien, sonst. brit. Dominions |
| ausschließlich Devisen       |                                          | Philippinen, Indien, Lateinamerika                                      |

Mit Einführung des Goldstandards entstand die sogenannte „Verpflichtung zur Konvertibilität“, das heißt, es war für jeden Bürger zu jeder Zeit theoretisch möglich, sein Bargeld gegen die entsprechende Menge Gold bei der Zentralbank zu tauschen. Die Goldparität bezeichnet hierbei das Umtauschverhältnis. Dieser reine Goldstandard existierte eigentlich nur in der Theorie. Praktisch fungierte die Hinterlegung der Währung mit Gold jedoch nur als eine Art Absicherung vor zu starker Bargeldinflation (Preisstabilisierung).
Mit Beginn des Ersten Weltkriegs erhöhte sich der Geldbedarf seitens der Regierungen dramatisch. Verstärkt wurde diese Entwicklung noch während der Weltwirtschaftskrise und schließlich durch den Ausbruch des Zweiten Weltkrieges. Viele Staaten rückten nun vom reinen Goldstandard ab und restaurierten ihn zu einem Goldkernstandard. Der direkte Umtausch von Banknoten in Gold war damit ausgeschlossen.

### Bretton Woods und das IWF-System

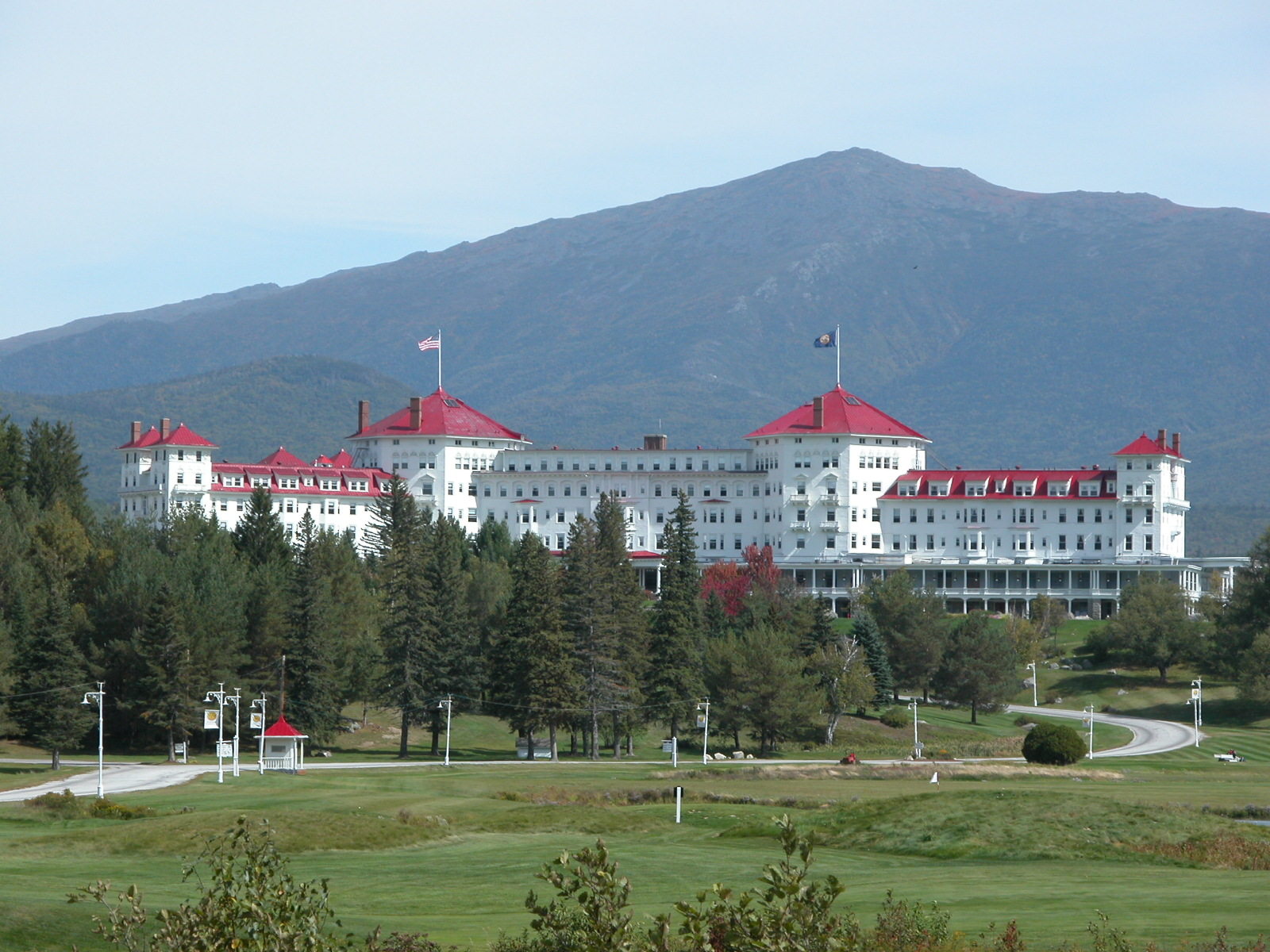
Das Mount Washington Hotel 2003, Ort der Konferenz von Bretton Woods 1944

Bereits im Jahr 1944 während des Zweiten Weltkriegs entschieden sich 44 Staaten ein neues Währungssystem einzuführen. Kerngedanke war hierbei laut dem White-Plan die Kopplung der internationalen Währungen an den US-Dollar. Seitens der US-Zentralbank bestand gegenüber der Zentralbank anderer Länder des Bretton-Woods-Systems eine Umtauschpflicht des Dollar in Gold zu einem bestimmten Wechselkurs. Somit entstanden feste Wechselkurse zwischen den jeweiligen Währungen und dem US-Dollar als Leitwährung.
Weiterhin wurden der Internationale Währungsfonds (IWF) und die Weltbank gegründet. Der IWF sollte die Stabilität des internationalen Währungssystems fördern und bei Schieflagen korrigieren. Er überwachte also de facto die festgelegten Wechselkurse. Dazu diente auch die Einführung von Sonderziehungsrechten durch den IWF.
Die Werthaltigkeit des Dollar als Ankerwährung sollte dadurch gesichert sein, dass die Notenbanken der teilnehmenden Staaten gegenüber der FED das Recht hatten, Dollars zu einem Umtauschkurs von 35 $/Feinunze in Gold zu tauschen. Die tatsächliche Eintauschmöglichkeit hing von der Größe der Goldreserven der FED ab. 1948 hatte die FED Goldreserven im Wert von 25 Mrd. $ (71 % der Weltgoldreserven), denen kurzfristige Auslandsschulden von 18,6 Mrd. $ gegenüberstanden. Nach dem Zweiten Weltkrieg hatten fast alle Bretton-Woods-Staaten einen großen Nachholbedarf an Investitions- und Konsumgütern, so dass sie lieber Dollarbestände anhäuften, als Dollars in Gold zu tauschen. Aufgrund ständiger Handelsbilanzdefizite der Vereinigten Staaten stieg die Auslandsverschuldung immer weiter an. 1961 verfügte die FED noch über 44 % der Weltgoldreserven, die kurzfristig fälligen Auslandsschulden waren aber bereits um eine Mrd. $ höher als der Wert der Goldreserven. Bis 1971 sanken die US-Goldreserven auf 12 Mrd. $. Die Zentralbanken der anderen Bretton-Woods-Staaten verfügten 1971 über Dollarreserven von mehr als 50 Mrd. $. Das System konnte nur noch so lange funktionieren, wie die Bretton-Woods-Staaten bereit waren, hohe Dollarreserven zu halten, ohne sie in Gold einzutauschen. Anfang der 1970er Jahre wurde das Bretton-Woods-Abkommen aufgegeben, die Institutionen bestanden jedoch mit teils veränderten Zuständigkeiten fort.

### Das System der flexiblen Wechselkurse
Anfang des Jahres 1973 wurden in den meisten westeuropäischen Staaten und in Japan die Dollarkurse freigegeben. Die Wechselkurse wurden flexibel. In diesem Zusammenhang entstand der Begriff des freien Floatens (engl. für „schweben, treiben“), welches im Gegensatz zu fest fixierten Wechselkursen stand. Jedoch entschieden sich insbesondere kleinere Volkswirtschaften, die mehr vom internationalen Handel abhingen als zum Beispiel Japan oder die USA, feste Wechselkurse zu behalten. Dies wurde aber mit der Zeit immer schwieriger, da internationale Kapitalbewegungen durch neue Entwicklungen auf dem Gebiet der EDV-Technik und der Telekommunikation immer leichter und schneller vonstattengingen. Zudem gestaltete sich auch die Kontrolle schwieriger.
Bereits kurz nach Einführung der flexiblen Wechselkurse wurde das neue System mit zwei Ölpreisschocks konfrontiert. In der Folge ergaben sich erhebliche Leistungsbilanzüberschüsse (OPEC-Staaten) und -defizite (OECD-Staaten). Dies glich sich jedoch mittelfristig wieder aus.
Erst mit dem 2. IWF-Änderungsabkommen wurde den Mitgliedsstaaten die Wahl des Wechselkurssystems selbst überlassen. Jedoch war dies an die Verpflichtung der einzelnen Staaten gebunden, für stabile Währungs- und Wirtschaftsverhältnisse zu sorgen. Gold verlor somit endgültig seine Stellung als Bezugsgröße.
Die Wechselkurse schwankten in der Folge merklich und veränderten sich auch dauerhaft. Insbesondere die voneinander abhängigen Staaten im westlichen Europa versuchten, sich gemeinsam gegen Wechselkursschwankungen abzusichern, und schufen dafür das Europäische Währungssystem (EWS). Sie strebten stabile Wechselkurse auf Basis der Stufenflexibilität an.
Von den flexiblen Wechselkursen profitierte insbesondere der internationale Handel, welcher im Vergleich zu Entwicklung der Bruttoinlandsprodukte überproportional wuchs.
Eine generelle Tendenz für die Entwicklung der Inflation ließ sich hingegen nicht feststellen. So wichen die Inflationsraten in Deutschland und in den USA deutlich voneinander ab.

## Währungspolitische Zusammenarbeit in Europa bis hin zum Euro als Einheitswährung

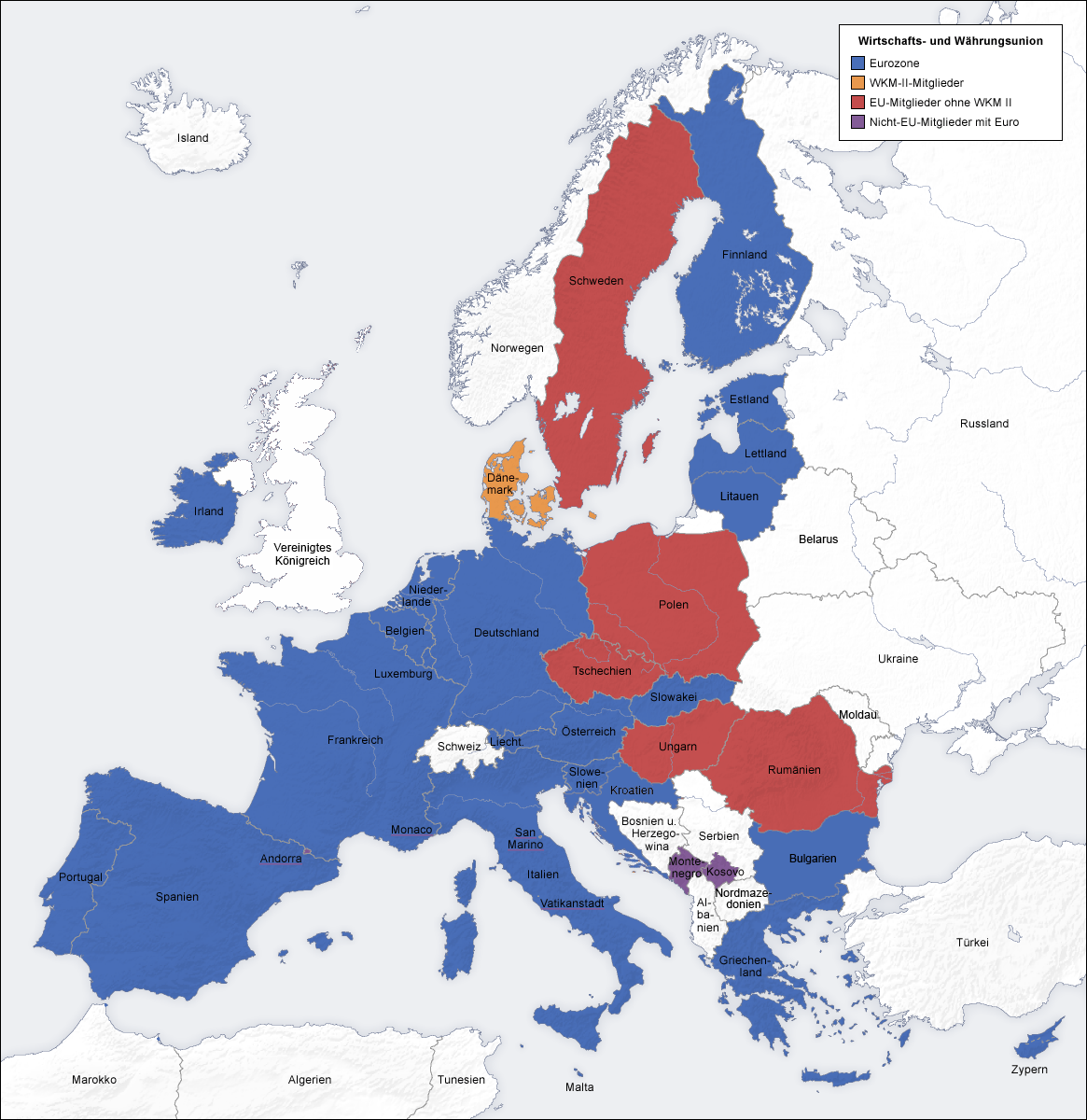
Karte Europäischer Staaten mit Bezug zum Euro

Nach Beschluss der europäischen Staats- und Regierungschefs (Den Haag 1969) sollte die Europäische Gemeinschaft schrittweise zu einer Wirtschafts- und Währungsunion (EWWU) ausgebaut werden. Zunächst wurde ein Europäischer Wechselkursverbund geschaffen (1972) und infolgedessen ein Europäisches Währungssystem (EWS 1979). In dem Vertrag von Maastricht (1992) wurde schließlich die vollständige Währungsintegration beschlossen.
Der Europäische Wechselkursverbund diente dabei zunächst als Instrument, um das Bretton-Woods-System der festen Wechselkurse zumindest noch teilweise zu erhalten. Dadurch sollte die Konvertibilität der einzelnen europäischen Währungen gewährleistet werden (Block-Floating).
Dies scheiterte jedoch und wurde durch das EWS ersetzt, dessen vorrangiges Ziel die Wechselkursstabilität innerhalb der Europäischen Gemeinschaft war. Die Einführung des ECU als Recheneinheit (vgl. Europäische Währungseinheit) war Teil dieser Entwicklung. Weiterhin wurde festgelegt, dass die Wechselkurse nur innerhalb einer gewissen Bandbreite schwanken durften. Diese wurden jedoch infolge der Währungskrisen 1992/1993 stark erweitert. Allen voran ist hier die Pfundkrise vom September 1992 zu nennen, die dazu führte, dass Großbritannien das Europäische Wirtschaftssystem verließ. In unmittelbarem Zusammenhang mit der Pfundkrise ist der amerikanische Investor George Soros zu nennen, der massiv gegen das Britische Pfund spekulierte, indem er in sehr großem Maße Pfund gegen Deutsche Mark und Französische Franc tauschte und damit den Wertverfall des Pfunds noch mehr beschleunigte.
Der entscheidende Schritt zur europäischen Einheitswährung wurde jedoch mit dem Vertrag von Maastricht vollzogen, der die Schaffung der europäischen Wirtschafts- und Währungsunion verankerte. 1998 nahm schließlich die Europäische Zentralbank (EZB) ihre Arbeit auf.
Mit der Einführung des Euro, zunächst als Buchgeld am 1. Januar 1999, existierte in den Teilnehmerländern schließlich erstmals eine gemeinsame europäische Währung. Am 1. Januar 2002 wurde die Europäische Währungsunion schließlich mit der Einführung der Euro-Banknoten und -Münzen in zunächst zwölf Staaten vollendet. Alle teilnehmenden Staaten haben sich zur Einhaltung der sogenannten Maastricht-Kriterien (offiziell: EU-Konvergenzkriterien) verpflichtet.
Obwohl die Preise innerhalb der Eurozone gut vergleichbar sind, weicht aufgrund von nationalen Besonderheiten die Kaufkraft beziehungsweise der Binnenwert, also die Menge an Waren und Dienstleistungen, die die Bürger in der Eurozone für einen bestimmten Geldbetrag in einem bestimmten Land kaufen können, voneinander ab.
Im Laufe der Zeit sind weitere Staaten der Eurozone beigetreten (zum Beispiel 2001 Griechenland). Voraussetzung dafür ist die erfolgreiche Teilnahme am Wechselkursmechanismus II (WKM II).
Darüber hinaus haben einige Staaten (z. B. Bosnien-Herzegowina, Bulgarien) ihre Währung anhand des Currency Boards an den Euro gebunden. Der Euro nimmt dabei die Rolle der Leitwährung ein, indem er einen festen Wechselkurs zur jeweiligen Heimatwährung hat.

## Freie und gebundene Währungen
Man unterscheidet folgende Arten von Währungen:

### Gebundene Währungen (Metallwährungen)
Sie sind dadurch gekennzeichnet, dass hinter dem Wert der Geldeinheit eine ganz bestimmte Menge eines bestimmten Mediums steht. Das sind häufig Edelmetalle.
Man unterscheidet hierbei monometallistische und bimetallistische Währungen.
Monometallistische Währungen
Hierbei dient nur genau ein Metall als Währungsmetall (oft Gold → Goldwährung; manchmal Silber → Silberwährung).
- Goldumlaufswährung (reine Goldwährung): Goldmünzen dienen als Zahlungsmittel. Daneben existieren Banknoten, die jederzeit in Gold umgetauscht werden können.
- Goldkernwährung (Goldbarrenwährung): Es befindet sich kein Gold mehr im Umlauf, das heißt nur Papiergeld und Münzen dienen als Zahlungsmittel und Gold wird bei der Zentralbank als Reserve für den internationalen Zahlungsverkehr gehalten.
- Golddevisenwährung (manipulierte Goldwährung): Die Zentralbankreserve kann aus Gold plus den Devisen anderer Goldwährungsländer bestehen, wie dies vor dem Ende der Goldkonvertibilität des US-Dollar 1971 in der Bundesrepublik Deutschland der Fall war. Der Umtausch von Banknoten und Münzen in Gold oder Devisen ist jederzeit möglich.

Bimetallistische Währungen
Hierbei dienen genau zwei Metalle (Gold und Silber) als Währungsmetalle.
- Im Falle einer Doppelwährung besteht zwischen den beiden Metallen ein festes Wechselkursverhältnis. Problematisch ist hier jedoch, dass bei sich ändernden Knappheitsverhältnissen zwischen den Metallen das nominale vom realen Tauschverhältnis abweicht. Das Greshamsche Gesetz beschreibt, welche Auswirkungen es hat, wenn Marktteilnehmer durch gesetzliche Vorschriften dazu gezwungen werden, Geld mit geringerem Wert als Zahlung für Waren und Dienstleistungen ohne Preisaufschlag gegenüber der Zahlung mit Geld von höherem Wert zu akzeptieren. Wenn durch ein Gesetz ein Wertverhältnis zwischen Gold und Silber festgelegt wird und dieses Verhältnis nicht den Marktpreisen der Edelmetalle entspricht oder die Marktpreise sich ändern, hat dies zur Folge, dass Marktteilnehmer zum Bezahlen die Münzen mit geringerem Wert verwenden, Preise sich an den Münzen mit geringerem Wert orientieren und die Münzen mit höherem Wert aus dem Umlauf verschwinden.
- Anders gibt es im Fall der Komplementärwährung kein festes Wechselkursverhältnis zwischen den Metallen, das heißt, es existieren de facto zwei Währungen nebeneinander.

Darüber hinaus kann eine Währung durch ein Currency Board an eine andere Währung oder Währungskorb gebunden sein. Auch gibt es Währungen, die an einen Warenkorb gebunden sind.

### Freie Währungen
- Ungebundene Währungen (wie zum Beispiel US-Dollar oder Euro): Nicht durch Gold gedecktes, theoretisch beliebig vermehrbares Geld, wobei die tatsächliche Geldmenge heute normalerweise durch das Zusammenspiel staatlicher Zentralbanken und privater Geschäftsbanken gesteuert wird. Ein Umtausch von Bargeld in Gold- oder Devisenreserven zu einem festen Umtauschkurs ist nicht möglich. Seit der Aufhebung der Golddeckung für den US-Dollar 1971 werden Währungen häufig als ungedeckt[37] (als „fiat“) vermeint, obwohl in Schuldgeld-Systemen Geld (Buchgeld) mehrheitlich aus Kreditgeld-Schöpfung resultiert und insofern mit Rückleistungsdruck aus Verbindlichkeiten, bzw. mit verpfändeten Sicherheiten – mit Schulden eines Anderen – als unterlegt verstanden werden kann.

## Nebenwährung
Eine Nebenwährung ist eine alternative Komplementärwährung einer Volkswirtschaft. Es handelt sich um eine fremde Währung neben der gesetzlich vorgeschriebenen Währung, die vor allem als Zwischentauschmittel und darüber hinaus auch als Recheneinheit innerhalb eines Währungsgebietes verstärkt auftritt und genutzt wird,. Häufige Nebenwährungen sind Regionalwährungen, Gold oder eine stabile verfügbare ausländische Währung wie der Dollar.